# 日本空手道上地流修武会
日本空手道上地流修武会（にほんからてどううえちりゅうしゅうぶかい）は、日本の空手道団体。上地流二世宗家上地完英の高弟であった新木覺が創設した上地流関西修武館（1967年、大阪府豊中市）とその支部道場により構成される。現在の会長（2代目）は七五三貴嘉。
創設者の新木覺（1927年11月29日 - 2008年6月16日）は実業団空手道連盟範士10段、同連盟会長、上地流空手道連合会範士9段、日本空手道上地流修武会初代会長、最高師範を務めた。

## 役員
- 会長 - 七五三貴嘉 範士8段 英新門洗心会会長
- 副会長 - 寒川清和 範士8段 英新門武有会会長
- 技術顧問 - 下田正行 範士8段 実業団空手道連盟会長
- 同上 - 下地康夫 範士9段 下地派上地流空手道宗家
- 同上 - 北川定正 範士8段 実業団空手道連盟副会長
- 同上 - 西浦一郎 教士8段 実業団空手道連盟理事
- 理事長 - 小林茂樹 範士8段 英新門修武会会長
- 理事 - 久野穆 範士8段 上地流空手道久野派修武会顧問
- 同上 - 長谷川廣美 教士8段 英新門修道会会長
- 同上 - 野村正男 範士8段 英新門麻心会会長

## 国際団体
スペイン上地流空手道協会（上地流久野派修武会）があり、国際上地流修武会（本部：バルセロナ、会長教士8段久野泰）としてマドリッド、バレンシア、レリダに支部を置き、また、チリにチリ本部、またコンセプシオン、サンティアゴに支部を置く。